# Someren-Heide
Someren-Heide (Brabants: Zummere-Hei) is een ontginningsdorp van ongeveer 1400 inwoners in de gemeente Someren in de Nederlandse provincie Noord-Brabant.

## Geschiedenis
Het gebied waar Someren-Heide deel van uitmaakt, lag sinds 1648 aan de grens tussen Staats-Brabant en het Spaanse Opper-Gelre. Bij de grenspaal moesten doorvoerrechten worden betaald. Dit duurde tot 1794, toen de Fransen binnenvielen. De carnavalsnaam van Someren-Heide luidt dan ook: 'Land van de Keijepoal'.
Tussen 1920 en 1930 werd de Somerensche Heide ontgonnen volgens een plan van de Heidemij en werden bijna honderd nieuwe boerderijen gebouwd. De bestaande wegen door de heide, de Kerkendijk en de Nieuwendijk, waren het uitgangspunt van de verkaveling. Op initiatief van de bewoners van deze boerderijen werd in 1932 een noodschool (in 1938 door een permanent gebouw vervangen) en in 1936 een noodkerk in gebruik genomen.
Na 1945 werden woningen en winkels rond de school en kerk gebouwd, waardoor het huidige dorp ontstond. In 1961 werd de Sint-Jozefkerk gebouwd volgens een ontwerp van Cees Geenen en Leo Oskam.

## Gemeenschap
Sinds vele jaren heeft de gemeenschap van Someren-Heide een eigen politieke partij: Lijst Someren-Heide. Deze is sinds de verkiezingen met twee zetels vertegenwoordigd in de gemeenteraad van Someren.
Sinds 2005 kent de gemeenschap van Someren-Heide ook een eigen dorpsraad, Dorpsoverleg Someren-Heide genaamd.

## Bezienswaardigheden
- De grenspaal, eigenlijk een douanepaal, in het centrum. In 1898 werd de originele natuurstenen grenspaal verplaatst naar het Wilhelminaplein te Someren. De paal werd voorzien van teksten die memoreren aan de troonsbestijging van koningin Wilhelmina in 1898, en ook aan haar dertig- en veertigjarig regeringsjubileum. Hij werd in 1995 ter gelegenheid van het 33-jarig bestaan der carnavalsvereniging naar het centrum van Someren-Heide verplaatst.
- Het monument 'de kei' op de plaats waar oorspronkelijk de grenspaal heeft gestaan. Dit werd in 1997 opgericht. Het toont een zwerfkei uit Drenthe.
- Mariakapel op de hoek van Kerkendijk en Hugterweg. Deze kapel werd ingewijd in 1948. De kapel werd gesticht door Maria Sonnemans-Cardinaal uit dank voor het feit dat haar kinderen behouden werden tijdens de Tweede Wereldoorlog. Tot 1960 werd een jaarlijkse processie naar de kapel gehouden. Toen deze traditie verdween, verviel de kapel. In 1992 werd ze gerestaureerd en sindsdien wordt ze onderhouden door vrijwilligers.
- Sint-Jozefkerk van 1961
- Wehrmachthuisje aan de Kerkendijk. Dit huisje werd tijdens de Tweede Wereldoorlog gebouwd in opdracht van de Duitse Wehrmacht. In 2018/2019 werd het vervallen huisje volledig gerestaureerd en ingericht als minimuseum. Het vertelt het verhaal van de luchtoorlog boven de Peel.

## Natuur en landschap
Het grootste deel van de omgeving van Someren-Heide bestaat uit heide-ontginning, gekenmerkt door schrale grond, kaarsrechte wegen en intensieve veehouderij.
Ten noorden van Someren-Heide loopt de Peelrijt.
Ten zuidwesten van de kern ligt landgoed Boksenberg. Dit is een 167 ha groot droog naaldbos met dennen van 40 tot 50 jaar oud, dat geleidelijk een meer gevarieerd karakter zal krijgen. Er ligt een vijver in dit gebied, die gevormd is door zandafgraving. Door dit gebied, dat aansluit op de natuurgebieden van Sterksel, loopt een fietspad.

## Economie
Naast het toerisme neemt ook de intensieve veehouderij een belangrijke plaats in.

## Nabijgelegen kernen
Sterksel, Maarheeze, Nederweert, Someren-Eind, Someren.